# Johan Terryn
Johan Hugo Maria Terryn (Berchem, 24 februari 1969) is een Vlaams acteur, radio- en televisiepresentator, schrijver en coach.

## Radio en televisiewerk
Terryn studeerde Germaanse filologie aan de Universiteit Antwerpen en communicatiewetenschap aan de Universiteit Gent. Hij werd bekend als improvisator in het BRTN-programma Onvoorziene Omstandigheden van Mark Uytterhoeven in 1994. Sindsdien maakt en presenteert hij radio- en televisieprogramma's, aanvankelijk alleen voor de publieke omroep: Voeten Vegen! (Radio 1), Het Stapsalon (TV2), Lonk (Canvas), Camping Casablanca (Radio1), Groot Licht (Ketnet/KRO), Curieuzeneuze (Ketnet), De Nieuwe Droomfabriek (TV1), Blinde Vinken (Canvas), De Rederijkers (Canvas), Voetzoeker (Canvas), Naast de Kwestie (Radio 1).
Voor Groot Licht won hij diverse prijzen, waaronder de Noord-ZuidTrofee, de prijs van de Vlaamse Gemeenschap voor Beste jeugdprogramma, De Grote Kinderkast, De Kleine Kinderkast, De Gouden Zapper en de 'Prix Jeunesse 2000'. Dat leidde trouwens ook tot een Duitse adaptatie van het programma onder de titel Genau (ZDF), dat Terryn zelf presenteerde.
Van 2005 tot 2007 was hij verbonden als programmamaker aan het productiehuis Eyeworks NV en werkte hij voor het eerst als programmamaker voor de commerciële omroep VTM. Toch bleef hij ook op de VRT verschijnen.
Hij nam bijvoorbeeld deel aan de tweede editie van het één-programma Steracteur Sterartiest voor Mobile School.
In 2008 en 2009 presenteerde hij op VTM de eerste twee reeksen van de realityshow Het Zesde Zintuig. Daarnaast regisseerde en produceerde hij de Wildcard-docureeks voor Canvas. Hiervan verschenen reeds twee reeksen: Wildcard: Tanzania (2008) en Wildcard: Myanmar (2010).
In 2011 presenteerde hij het candid-programma Een ster in de familie op VTM.
Hij regisseerde de korte telefoongrappen vtm telefoneert (2013).
Hij verscheen in diverse tv-spelletjes zoals De Slimste Mens ter Wereld (derde seizoen), De Pappenheimers, 10 voor Taal , Herexamen, De klas van Frieda, De tabel van Mendelejev.
Doordat hij voor zowel de publieke als de commerciële omroep werkt, wordt zijn naam gekoppeld aan de Pax media. 
Terryn is sinds 2017 professional coach voor leidinggevenden en ondernemers en werkt ook als mediatrainer en coach voor zowel VRT, VTM als VIER.
In 2020 maakt hij de podcast Het Uur Blauw  met mensen die iemand verloren in de lockdown periode. Later maakte hij er ook een theatervoorstelling, een boek en een audiowandeling van.
Sindsdien volgen de podcasts Pleisterplaats (genomineerd voor een Oorkonde), waarin hij twee voor elkaar onbekenden samenbrengt om elkaar te troosten, en Seks Verandert Alles, de podcast waarin hij het samen met Rika Ponnet over seks en relaties praat. Met deze laatste tourt hij ook door Vlaanderen met de show "Seks verandert alles Live".
In 2022-23 verschijnt de podcast Tot onze grote spijt (genomineerd voor een Oorkonde en winnaar van Zilveren Belgian Podcast Award) waarin hij mensen laat spreken over hun grote spijt en met die verhalen bij zijn vriend en kunstenaar Randall Casaer te rade gaat. Samen analyseren ze het mechaniek van spijt, in voorbereiding van een theatervoorstelling.

## Acteur
Als acteur was hij onder andere te zien in gastrollen voor Terug naar Oosterdonk, W817 (als journalist) en Aspe.
In de VTM-politieserie Rupel (2003-2004) vertolkte hij het hoofdpersonage Lucas Bataillie.
Hij sprak ook stemmen in voor de Disney-films Atlantis, Narnia en Finding Dory; voor Sony's Surf's Up en voor de Lannoo cd-roms rond Oscar de ballonvaarder.
In 2002 speelde hij de literaire kindervoorstelling "Kracht van Woordjes" in de culturele centra.
In 2013 keert hij terug naar het podium met zijn eerste solo-voorstelling 'Nooit van Niks Iets', in 2016 volgt een tweede 'De Ingehuurde Man'. In 2019 pakt hij uit met zijn derde solo 'Ankerman'. 
In 2020-2022 was hij te zien als Sam in de nieuwe Vlaamse enscenering van de musical 'Mamma Mia'. In 2023 als John in Calendar Girls.
Hij creëert de voorstelling Het Uur Blauw over rouw en afscheid zonder nabijheid, naar aanleiding van zijn gelijknamige podcast. De voorstelling speelt in het seizoen 21-22.
De voorstelling Tot onze grote spijt maakt hij opnieuw naar aanleiding van een podcast, die speelt in het seizoen 23-24 en 24-25. Aangekondigd voor 2026 is de voorstelling Aanwezig, waarin hij onderzoekt wat het betekent om echt aanwezig te zijn — in je leven, in het moment, en in relatie tot de ander.

## Auteur, columnist en scenarioschrijver
Terryn schreef een jeugdboek (Wannes Weet Waarom), twee kortfilmscenario's en diverse theaterstukken. Hij verzorgde tv-scenario's voor Groot Licht, Curieuzeneuze, De grote boze wolf show en Kiekens. Hij was jarenlang columnist in het Radio 1-programma De Nieuwe Wereld en verzorgt soms de radiocolumn Middagjournaal van het Radio 1-programma Nieuwe Feiten.
Hij schreef en las de licht ironische commentaarteksten bij het archiefprogramma De Schuld van VTM (2009), dat de 20-jarige geschiedenis van VTM in beeld brengt. Later ook bij De Jaren 90 voor Dummies (2011) en De Jaren 2000 voor Dummies (2012) dat de Faits divers nieuwtjes van die jaren verzamelt en bij de vervolgreeks ... voor Dummies (2013).
In 2021 verschijnt bij Lannoo zijn boek 'Het uur blauw, Afscheid zonder nabijheid'. In een periode waarin nabijheid ontbrak, werd plots heel duidelijk wat rouwen precies inhoudt en wat we daarbij nodig hebben. Zo vindt Terryn in zijn boek alsnog troostende schoonheid in wat een rauwe rouwperiode was.
In 2022 verschijnt 'Alles en iedereen gaat weg, behalve mijn goede luim', een verzameling columns en gesprekken met zijn moeder die Alzheimer heeft.
In 2023 verschijnt het boek 'Tot onze grote spijt, waarom je spijt moet omarmen voor je los kan laten', een verhalend onderzoek naar de werking van het gevoel spijt. 
- MusicBrainz: 5c2adbd4-ced5-437a-adfc-3aa2ba9f6246
- Système universitaire de documentation: 163833990
- Virtual International Authority File: 284679583